# Rikiya Uehara
Rikiya Uehara (上原 力也 Uehara Rikiya?, Shizuoka, 25 de agosto de 1996) es un futbolista japonés que juega como centrocampista en el Júbilo Iwata de la J2 League.

## Trayectoria

### Clubes
| Club                      | País  | Año   |
| ------------------------- | ----- | ----- |
| Júbilo Iwata              | Japón | 2015- |
| J. League sub-22 (cedido) | Japón | 2015  |
| Vegalta Sendai (cedido)   | Japón | 2021  |